# CNKI
CNKI ou CNKI.net (de l'anglais : China National Knowledge Infrastructure (signifiant infrastructure de connaissance nationale de connaissance de Chine) ; chinois : 中国国家知识基础设施 également abrégé en 中国知网) est un site initié par l'Université Tsinghua, et supporté par le ministère de l'éducation, le ministère des sciences, le département de propagande du parti communiste de Chine, et administration générale de presse et publication de République populaire de Chine.

## Histoire
Ce site a d'abord été lancé par l'Université Tinshua et l'entreprise logicielle Tsinghua Tongfang. La première base de données est appelée China Academic Journals Full-text Database (CD version), qui devient rapidement populaire en Chine, et en particulier dans les bibliothèques universitaires. En 1999, CNKI commence à développer des bases en ligne. Jusqu'à maintenant, CNKI a été conçu avec la globalité de China Integrated Knowledge Resources System, incluant les journaux, les dissertations doctorales, les thèses de masters, les séminaires, les journaux, les livres annuels, les livres statistiques annuels, les ebooks, les brevets, les standards et ainsi de suite
. 10 centres de service sont situés à Pékin, en Amérique du Nord, au Japon, en Corée du Nord, à Taïwan et à Hong Kong. Elle est largement utilisée par les universités, les instituts de recherche, les gouvernements, les think tanks, les sociétés, les hôpitaux et les bibliothèques publiques autour du monde.